# Klockrike
Klockricke is een plaats in de gemeente Motala in het landschap Östergötland en de provincie Östergötlands län in Zweden. De plaats heeft 281 inwoners (2005) en een oppervlakte van 52 hectare.

## Geboren
- Joachim Willen (1972), triatleet